# Suore carmelitane teresiane di San Giuseppe
Le Suore Carmelitane Teresiane di San Giuseppe (in spagnolo Hermanas Carmelitas Teresas de San José) sono un istituto religioso femminile di diritto pontificio: le suore di questa congregazione pospongono al loro nome la sigla C.T.S.J.

## Storia

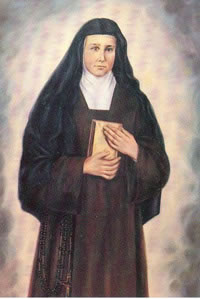
Teresa Guasch, cofondatrice della congregazione

La congregazione fu fondata da Teresa Toda y Juncosa: dopo la morte di suo marito, Antonio Guasch Doménec, caduto in guerra combattendo tra i carlisti, si diede all'esercizio delle opere di carità ed ebbe l'idea di dare inizio a un nuovo istituto dedicato alla cura della gioventù abbandonata.
Venuta a conoscenza di tale progetto, sua figlia Teresa Guasch Toda decise di associarsi alla madre per la nuova opera e, a tal fine, frequentò la scuola di magistero.
Madre e figlia emisero i voti nelle mani di José Caixal, direttore spirituale della Toda y Juncosa; dopo l'elezione di Caixal a vescovo di Urgell, la direzione delle fondatrici passò al carmelitano scalzo Agostino Verdura. Il 22 febbraio 1878 a Barcellona, insieme con due compagne, vestirono l'abito carmelitano, dando inizio alla congregazione.
Teresa Toda y Juncosa, in religione Teresa di San Giuseppe, fu la prima superiora generale delle Carmelitane Teresiane di San Giuseppe e sua figlia, Teresa del Cuore Immacolato di Maria, fu maestra delle novizie: nel 1898, alla morte della madre, la Guasch le succedette nel governo della famiglia religiosa e contribuì alla sua espansione.
La congregazione ottenne il pontificio decreto di lode e l'approvazione definitiva delle sue costituzioni il 10 aprile 1911.

## Attività e diffusione
Le suore si dedicano alla cura e all'educazione dell'infanzia e della gioventù, soprattutto di quella abbandonata, al lavoro in pensionati per ragazze e case di riposo per anziani, al servizio domestico in seminari e case religiose.
Oltre che in Spagna, sono presenti in Africa (Costa d'Avorio, Mozambico) e nelle Americhe (Cile, Colombia, Cuba, Stati Uniti d'America, Messico, Porto Rico, Repubblica Dominicana); la sede generalizia è a Madrid.
Alla fine del 2008 la congregazione contava 288 religiose in 54 case.